# ISO 3166-2:MQ
ISO 3166-2:MQはISOの3166-2規格のうち、MQで始まるものである。フランス領マルティニークの行政区分コードを意味する。マルティニークはISO 3166-1(ISO 3166-1 alpha-2)で、MQを国コードとして割り振られている。ISO 3166-2:MQに対応する行政区分コードの割り当てはない。
ただし、マルティニークにはフランスの地方行政区画としてISO 3166-2:FRでFR-MQが割り当てられている。